# Kalol INA
Kalol INA é um cidade no distrito de Gandhinagar, no estado indiano de Gujarat.

## Demografia
Segundo o censo de 2001, Kalol INA tinha uma população de 700 habitantes. Os indivíduos do sexo masculino constituem 54% da população e os do sexo feminino 46%. Kalol INA tem uma taxa de literacia de 68%, superior à média nacional de 59,5%: a literacia no sexo masculino é de 79% e no sexo feminino é de 56%. Em Kalol INA, 13% da população está abaixo dos 6 anos de idade.